# Стоун-Маунтин
Стоун-маунтин (англ. Stone Mountain) — одна из гор Аппалачей, один из крупнейших по величине монолитов в Северной Америке. Расположен в США, штат Джорджия. Вершина находится на высоте 512 м над уровнем моря, или примерно 250 метров над окружающей равниной. Гора более 8 км в окружности. Самой известной достопримечательностью этой горы является крупнейший в мире резной барельеф «Мемориал Конфедерации», все работы по созданию которого были завершены к 3 марта 1972 года.

## «Мемориал Конфедерации»

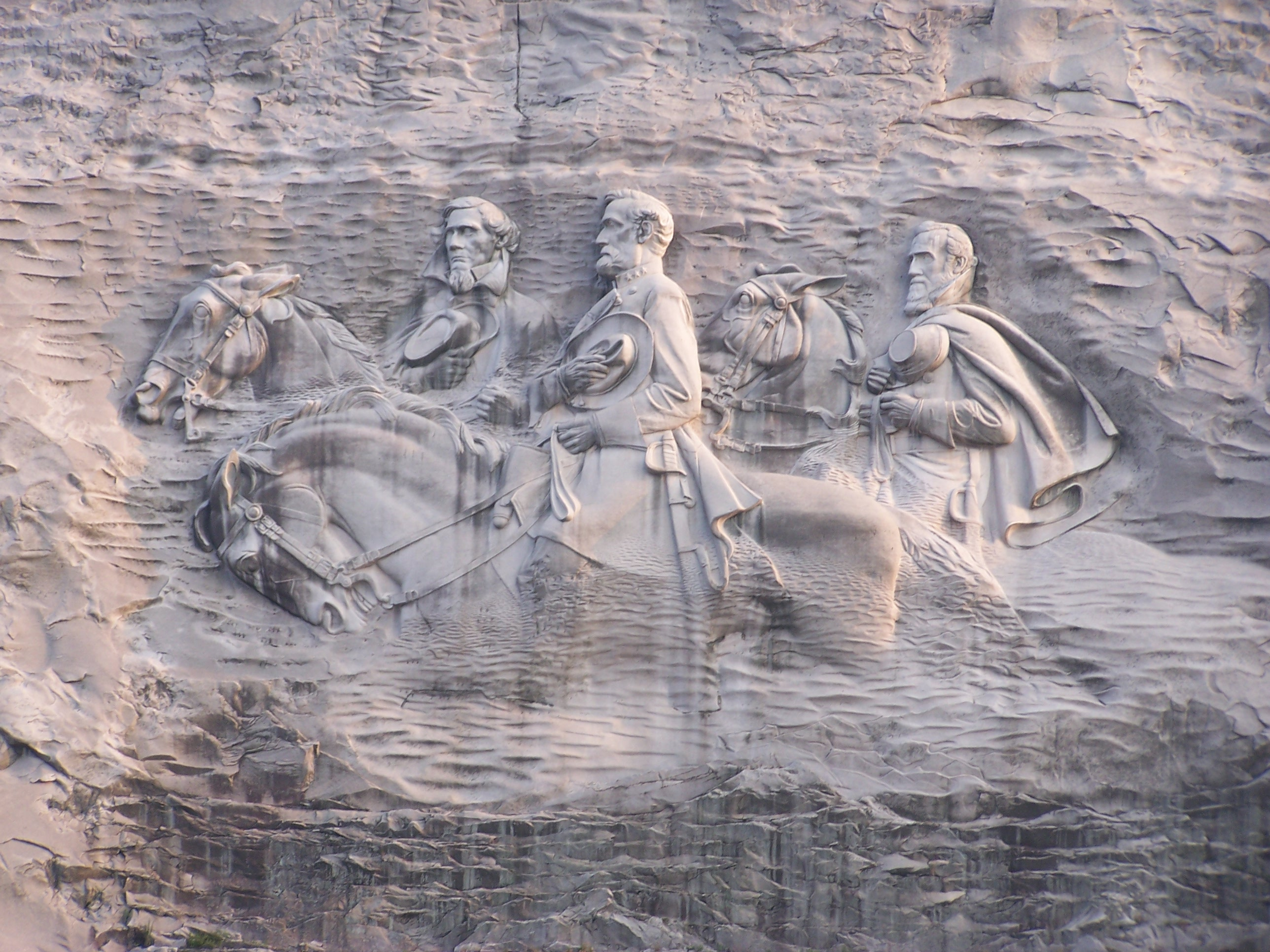
Барельеф

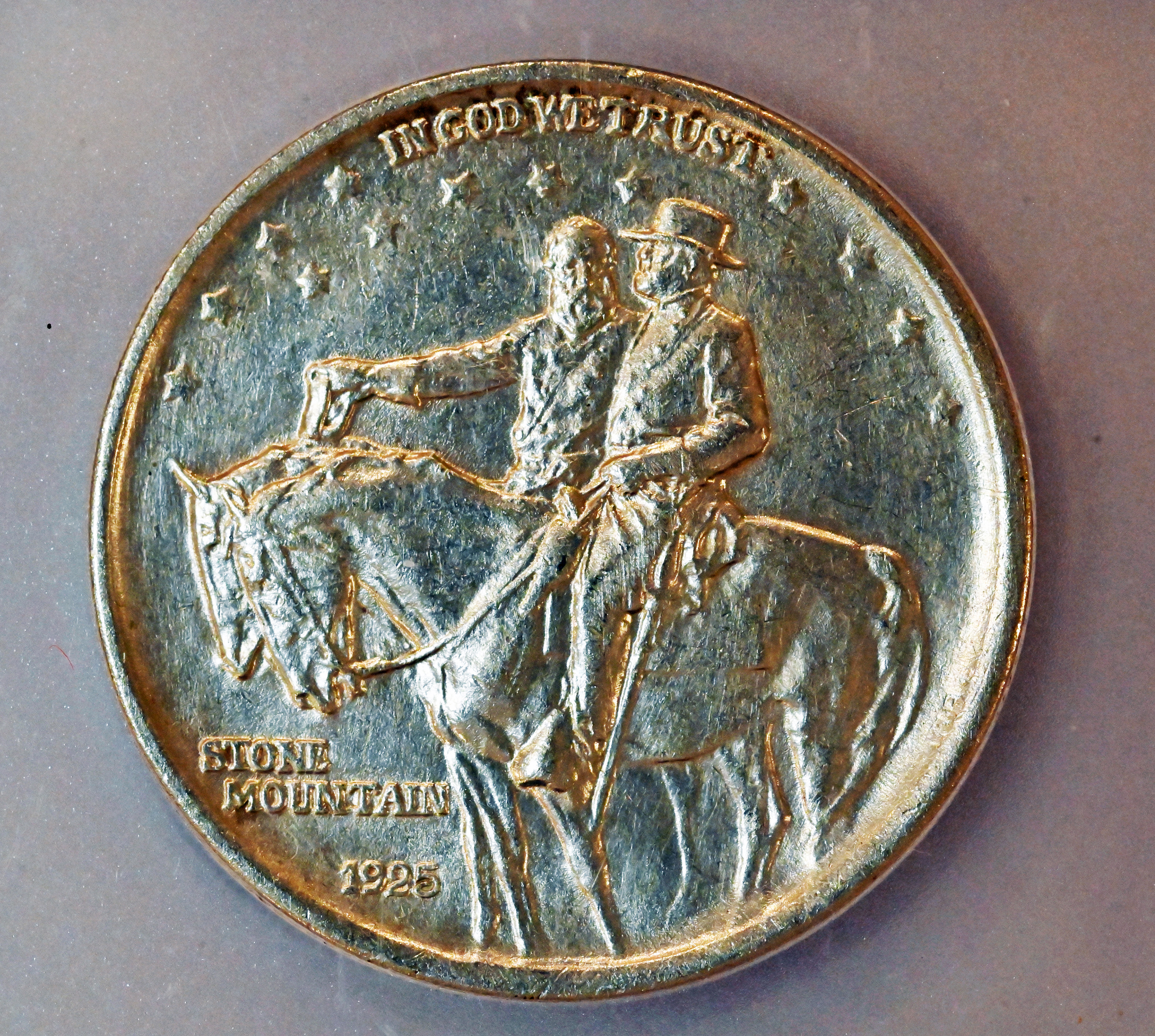
На монете полдоллара

Барельеф изображает троих лидеров Конфедеративных Штатов Америки: президента Джефферсона Дэвиса, генералов Роберта Ли и Томаса Джексона на их любимых лошадях (Блэкджеке, Бродяге и Маленьком Гнедом, соответственно). Барельеф возвышается над подошвой горы на 120 м, вся композиция имеет площадь около 12000 м2, размеры фигур вместе с лошадьми составляют 28 м в высоту и 59 м в длину.

## В кино
- В документальном сериале «Жизнь после людей» Стоун-Маунтин через 5000 лет будет одним из последних обломков человеческой цивилизации.
- Стоун-Маунтин показан в начальных титрах фильма «Большие мамочки: Сын как отец».

## Природа
Вершина горы представляет собой ландшафт из голых скал и каменных бассейнов, и с нее открывается вид на окрестности, включая горизонт центральной части Атланты, горы Кеннесо, а в очень ясные дни даже Аппалачи. В некоторые дни вершина горы окутана густым туманом, и видимость может быть ограничена всего несколькими футами.
На вершине образуются чистые пресноводные бассейны с дождевой водой, собирающейся во впадинах, они являются домом для необычных моллюсков и креветок. Крошечные креветки появляются только в сезон дождей. В процессе криптобиоза крошечные креветочные яйца могут годами бездействовать в высохших углублениях в ожидании благоприятных условий. В этих бассейнах на вершине также обитают несколько редких и находящихся под угрозой исчезновения видов растений, таких как Isoetes melanospora и Gratiola amphiantha. 